# Daniel Lüönd
Daniel Lüönd (5 de noviembre de 1957 - 6 de mayo de 1987) fue un actor de nacionalidad suiza. 
Nacido en Essen, Alemania, su padre era el actor Walo Lüönd. Interpretó su último papel en el episodio Zwei Leben de la serie criminal Der Alte. Lüönd se suicidó en Munich, Alemania, en 1987, a los 29 años de edad.

## Filmografía
- 1981: Tante Maria  (TV)
- 1982: Hambacher Frühling (TV)
- 1983: Uta (serie TV)
- 1983: Die Macht der Gefühle
- 1984: Vor dem Sturm
- 1986: Der Alte – Zwei Leben